# Roger Blandford
Roger David Blandford (Grantham, 28 de agosto de 1949) es un astrofísico teórico británico radicado en Estados Unidos. Es mejor conocido por su trabajo sobre los agujeros negros.

## Biografía

### Primeros años
Nació en Grantham, Inglaterra y creció en Birmingham, donde asistió a la King Edward's School.

### Carrera
Se desempeña como profesor Luke Blossom en la Facultad de Humanidades y Ciencias de la Universidad de Stanford, profesor de física en la Universidad de Stanford y en el Laboratorio Nacional de Aceleradores del Centro de Aceleradores Lineales de Stanford (SLAC). De igual forma se desempeñó como director Pehong y Adele Chen en el Instituto Kavli de Astrofísica de Partículas y Cosmología Entre 2005 y 2011 fue coeditor de la Revista Anual de Astronomía y Astrofísica (2005-2011).
En abril de 2005 escribió una carta a la comunidad astronómica mostrando su preocupación por la política estadounidense de la administración de George W. Bush en materia de ciencia espacial.
Fue presidente de Astro2010, la encuesta decenal que ayuda a definir y recomendar prioridades de financiación para la investigación astronómica estadounidense en la próxima década. El informe Astro2010 se publicó el 13 de agosto de 2010.
Es miembro de la Royal Society, miembro de la Academia Nacional de Ciencias de Estados Unidos, miembro de la Real Sociedad Astronómica y miembro de la Academia Estadounidense de las Artes y las Ciencias.

### Investigación
Es famoso en la comunidad astrofísica por el proceso Blandford-Znajek, que es un mecanismo para alimentar chorros relativistas mediante la extracción de energía rotacional de un agujero negro. La colaboración del Telescopio del Horizonte de Sucesos ha invocado el mecanismo de Blandford-Znajek para explicar la energía del chorro en la primera observación de la sombra de un agujero negro en la galaxia elíptica gigante M87.
También teorizó otro mecanismo para la formación de chorros a través de vientos hidromagnéticos lanzados desde discos de acreción. Además de los mecanismos de Blandford–Znajek y Blandford–Payne para la formación de chorros relativistas, ayudó a diseñar un modelo teórico ampliamente utilizado para las propiedades geométricas y espectrales de los chorros, el modelo de chorro cónico de Blandford–Königl, utilizado para predecir desplazamientos de radio y pendientes espectrales de baja frecuencia para núcleos de chorros ópticamente gruesos.
Ha hecho contribuciones significativas a otros fenómenos astrofísicos como las supernovas, al extender la solución de onda expansiva de Sedov-Taylor hasta el límite ultrarrelativista de la solución de Blandford-McKee.

## Premios y honores
- 2020 – Miembro del Legado de la Sociedad Astronómica Estadounidense[13]
- 2020 – Premio Shaw de Astronomía
- 2016 – Premio Crafoord[14]
- 2013 – Medalla de Oro de la Royal Astronomical Society[15]
- 2011 – Premio Humboldt[16]
- 1999 – Medalla Eddington[17]
- 1998 – Premio Dannie Heineman de Astrofísica[18]
- 1982 – Premio Helen B. Warner de Astronomía[19]